# Jembatan Kecil
Jembatan Kecil is een bestuurslaag in het regentschap Bengkulu van de provincie Bengkulu, Indonesië. Jembatan Kecil telt 4143 inwoners (volkstelling 2010).